# 盧加區 (俄羅斯)

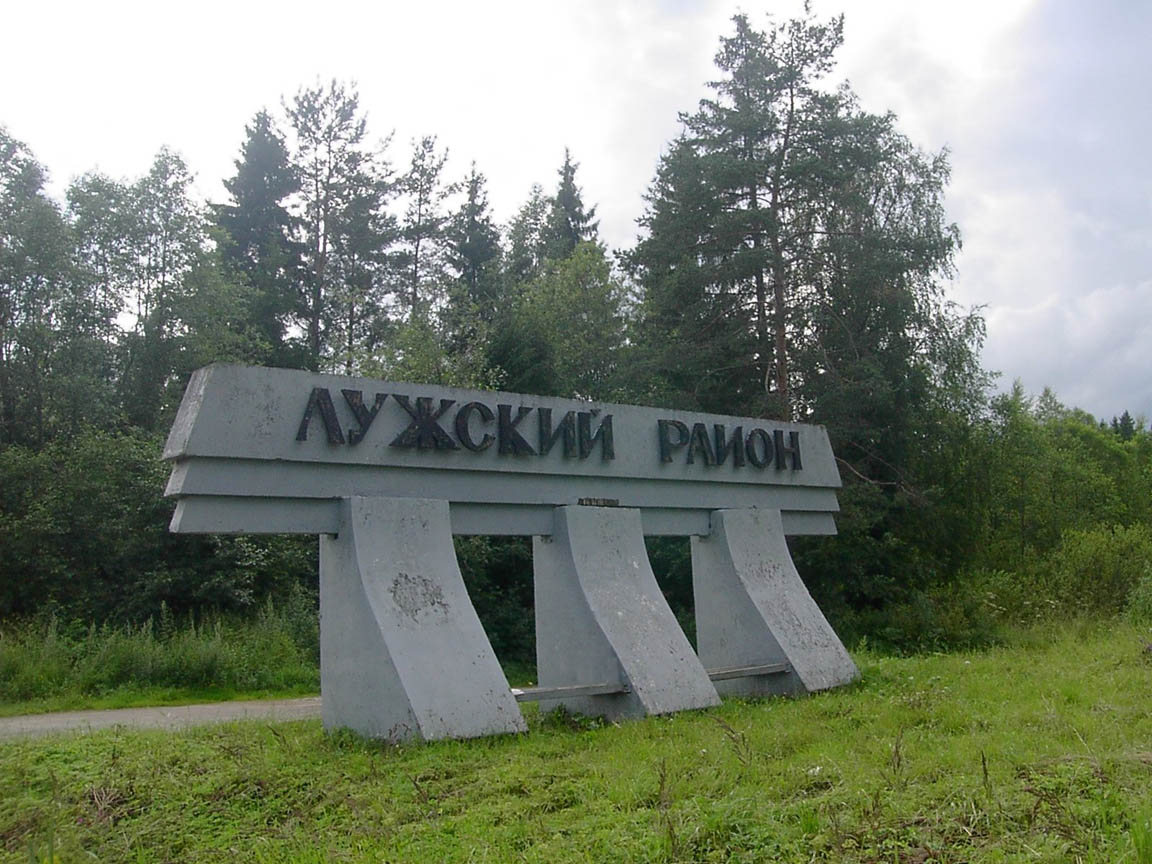

58°44′N 29°51′E / 58.733°N 29.850°E
盧加區（俄语：Лужский район）是俄羅斯的一個區，位於該國西北部，由列寧格勒州負責管轄，面積6,006.44平方公里，2010年該區人口40,166，人口密度每平方公里6.69人。治所为盧加。